# ジャック・ド・フレッセル

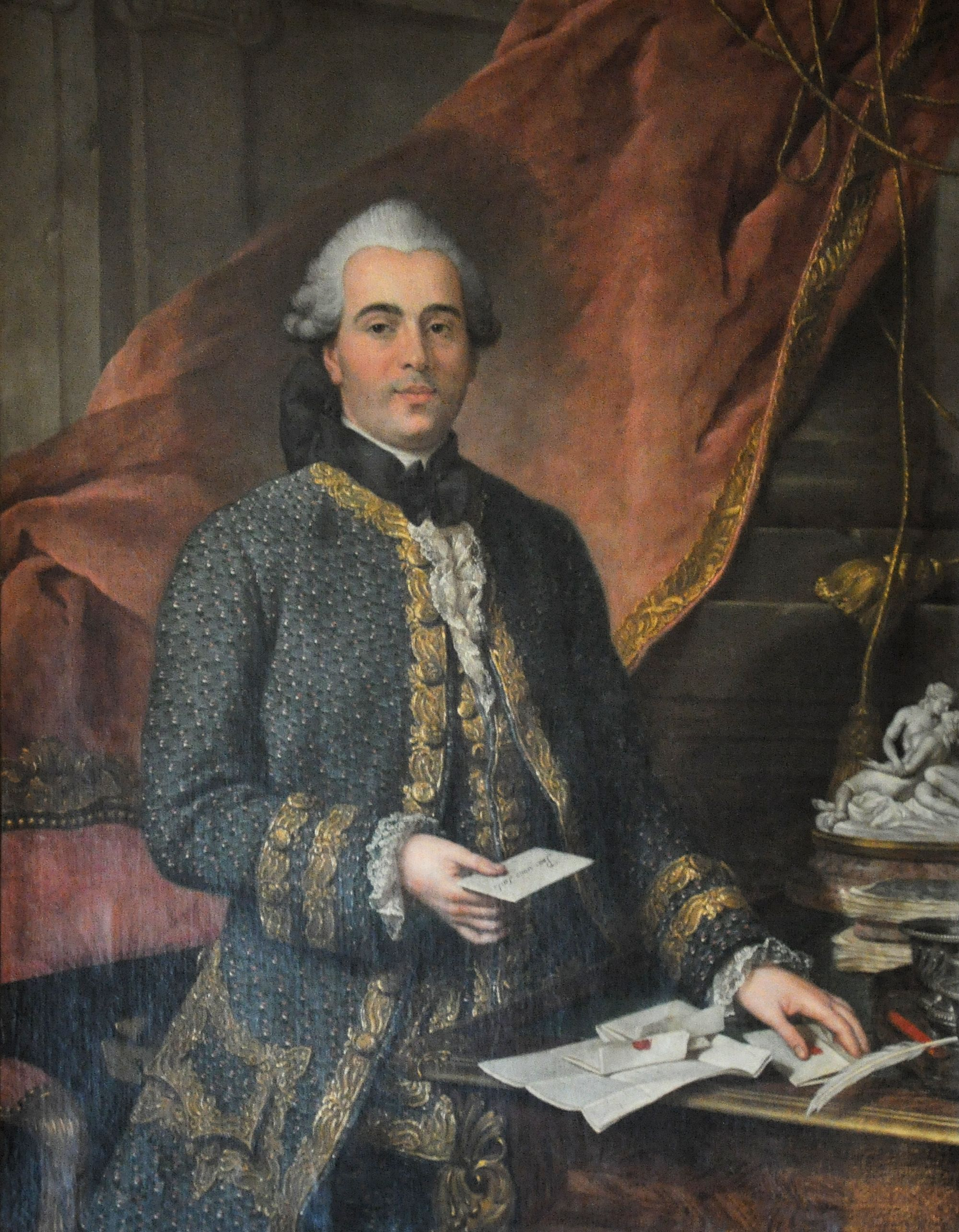
ドナシャン・ノノットによるジャック・ド・フレッセルの肖像（カルナヴァレ博物館）

ジャック・ド・フレッセル（フランス語: Jacques de Flesselles、1730年11月11日 – 1789年7月14日）は、フランスの官僚で、フランス革命初期の犠牲者の一人である。

## 若年期
ジャック・ド・フレッセルは1730年にパリで生まれ、元中流階級のフレッセル家は貴族の地位を獲得したばかりであった。彼と同姓同名の父は王室顧問を務めていた財務官僚であり、ド・フレッセルもまた同様のキャリアを辿ることとなる。

## 経歴
1762年にムーラン地方行政長、1765年にレンヌ地方行政官として任命された後、ド・フレッセルはリヨン地方行政官（1768年-1784年）を務め、改革志向の王室官僚として尊敬を集めた。科学的発展への個人的な関心から、熱気球を発明したモンゴルフィエ兄弟を1784年に後援し、彼の名をとって気球にフレッセルと名付けられた。
1789年4月21日、ド・フレッセルは最後のパリ商人頭（市長と同等の役職）となった。 その3ヶ月後、彼は混乱した状況に直面することとなる。広範囲にわたる騒動が発生し、国王軍が撤退したため、パリ中心部には権力の真空が生じたのだ。

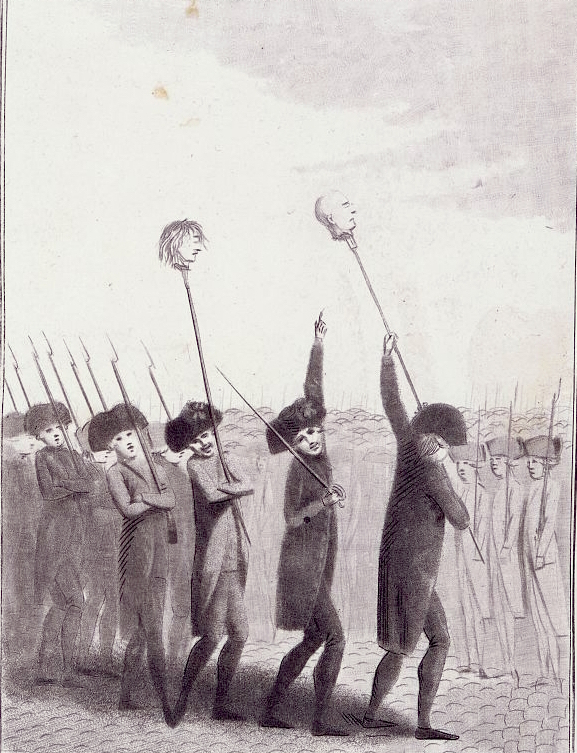
ド・フレッセルとバスティーユ守備隊長ド・ローネー侯爵の首を槍先に掲げて練り歩くフランス民兵。
（エングレービング,1789年頃）

## 革命の勃発
1789年7月13日、ド・フレッセルは秩序を回復のために組織された民兵に装備する武器の要求を受けたが、提供できたのはたった3丁のマスケット銃であり、貯蔵場所についての彼の提言は錯綜していた。7月14日のバスティーユ襲撃の直後、ド・フレッセルは、パリ市庁舎を取り巻く激怒した群衆から、王党派への同情の罪で告発された。ド・フレッセルは、自己弁護しようとしているときに市庁舎の階段で何者かの手によって射殺され、遺体は斬首された。ド・フレッセルは、その日に殺されたアンシャン・レジームの代表者の1人であった。